# IWGP United States Heavyweight Championship
L'International Wrestling Grand Prix (IWGP) United States Championship (que l'on peut traduire par championnat poids lourd des États-Unis IWGP) est un championnat de catch (lutte professionnelle) créé par la New Japan Pro Wrestling (NJPW).
La NJPW annonce la création de ce nouveau championnat le 12 mai 2017 au cours de la tournée War of the World qu'organise la Ring of Honor, une fédération partenaire de la NJPW. Un tournoi a lieu du 1er au 2 juillet qui voit le sacre de Kenny Omega après sa victoire sur Tomohiro Ishii en finale.
Depuis sa création sept catcheurs ont détenu ce titre.

## Description
Le 12 mai 2017, lors de la troisième nuit de la tournée War of the World qu'organise la Ring of Honor, une fédération partenaire de la New Japan Pro Wrestling (NJPW), l'ambassadeur des États-Unis de la NJPW, George Carroll a annoncé la création du championnat poids lourd des États-Unis IWGP,. Le lendemain, la NJPW révèle le nom officiel du titre en tant que IWGP United States Heavyweight Championship. Le titre fait partie d'un plan d'expansion américain, que la NJPW a rendu public dans les mois précédant l'annonce. Des plans avaient été réalisés pour organiser des tournées prolongées aux États-Unis, la Californie étant la base, à partir de 2018. Le plan a été une réponse directe à la WWE qui leur avait pris quatre lutteurs en janvier 2016. Tetsuya Naitō a noté comment le nouveau titre avait exactement le même concept que le IWGP Intercontinental Championship, qui avait été établi au cours de la tournée américaine de la NJPW en mai 2011, promue conjointement avec la Jersey All Pro Wrestling (JAPW).

## Tournoi

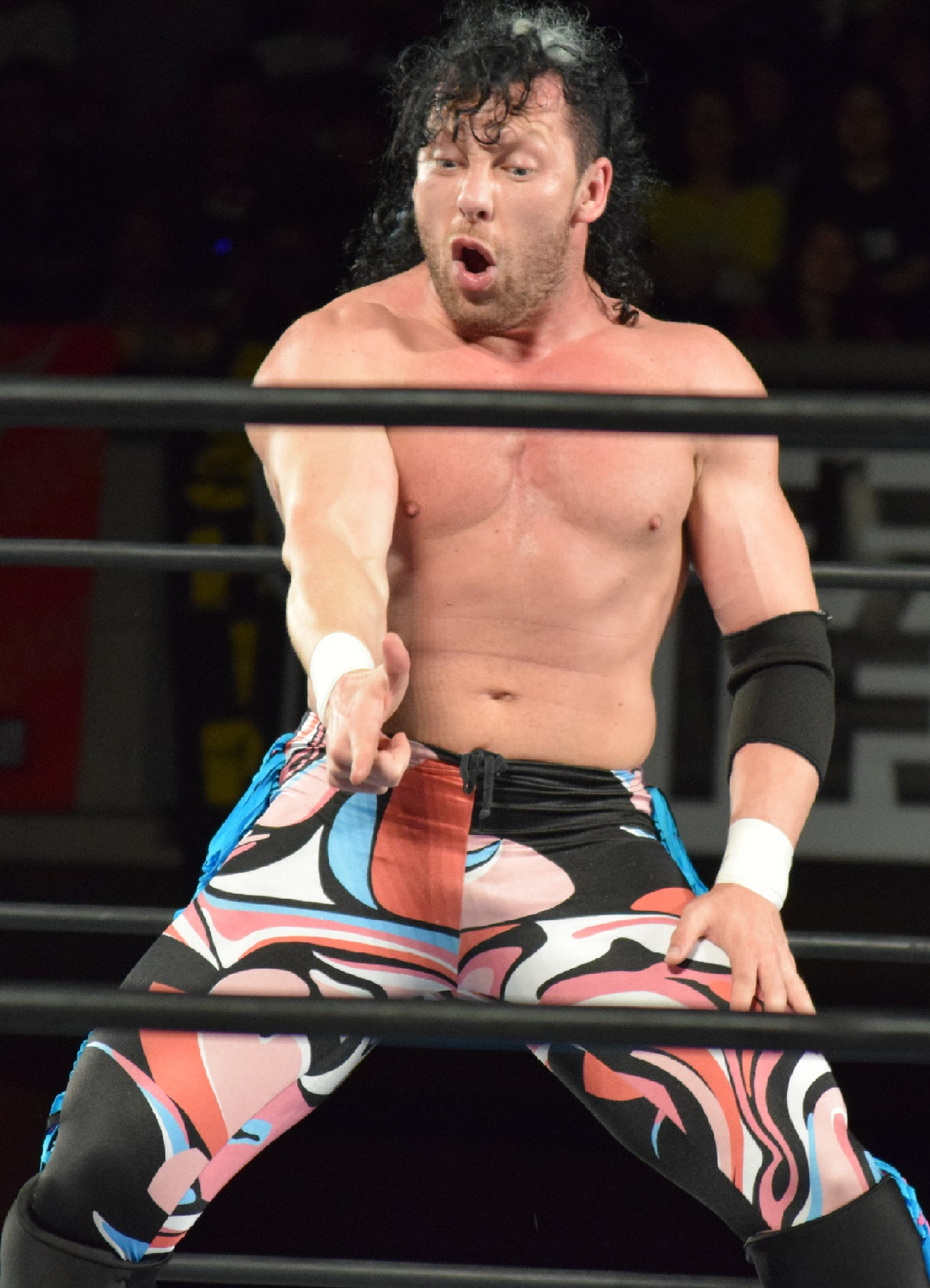
Kenny Omega, le vainqueur du tournoi et le premier champion

Le premier champion sera couronné lors d'un tournoi le week-end du 1er et 2 juillet 2017, lors de la tournée G1 Special in USA aux États - Unis à Long Beach, en Californie.
|  | Quarts de finale | Quarts de finale | Quarts de finale | Quarts de finale |                 |                 | Demi-finales | Demi-finales | Demi-finales | Demi-finales |  |  | Finale | Finale | Finale | Finale |
|  |                  |                  |                  |                  |                 |                 |              |              |              |              |  |  |        |        |        |        |
|  |                  |                  |                  |                  |                 |                 |              |              |              |              |  |  |        |        |        |        |
|  |                  |                  |                  |                  |                 |                 |              |              |              |              |  |  |        |        |        |        |
|  | Kenny Omega      | Kenny Omega      | 22:31            | 22:31            |                 |                 |              |              |              |              |  |  |        |        |        |        |
|  | Kenny Omega      | Kenny Omega      | 22:31            | 22:31            |                 |                 |              |              |              |              |  |  |        |        |        |        |
|  | Michael Elgin    | Michael Elgin    | Tombé            | Tombé            |                 |                 |              |              |              |              |  |  |        |        |        |        |
|  | Michael Elgin    | Michael Elgin    | Tombé            | Tombé            | Kenny Omega     | Kenny Omega     | 12:56        | 12:56        |              |              |  |  |        |        |        |        |
|  |                  |                  |                  |                  | Kenny Omega     | Kenny Omega     | 12:56        | 12:56        |              |              |  |  |        |        |        |        |
|  |                  |                  | Jay Lethal       | Jay Lethal       | Tombé           | Tombé           |              |              |              |              |  |  |        |        |        |        |
|  | Jay Lethal       | Jay Lethal       | Jay Lethal       | Jay Lethal       | Tombé           | Tombé           | Tombé        | Tombé        |              |              |  |  |        |        |        |        |
|  | Jay Lethal       | Jay Lethal       |                  |                  |                 |                 |              | Tombé        |              |              |  |  |        |        |        |        |
|  | Hangman Page     | Hangman Page     | 08:30            | 08:30            |                 |                 |              |              |              |              |  |  |        |        |        |        |
|  | Hangman Page     | Hangman Page     | 08:30            | 08:30            | Kenny Omega     | Kenny Omega     | 31:20        | 31:20        |              |              |  |  |        |        |        |        |
|  |                  |                  |                  |                  | Kenny Omega     | Kenny Omega     | 31:20        | 31:20        |              |              |  |  |        |        |        |        |
|  |                  |                  | Tomohiro Ishii   | Tomohiro Ishii   | Tombé           | Tombé           |              |              |              |              |  |  |        |        |        |        |
|  | Zack Sabre, Jr.  | Zack Sabre, Jr.  | Tomohiro Ishii   | Tomohiro Ishii   | Tombé           | Tombé           | 10:04        | 10:04        |              |              |  |  |        |        |        |        |
|  | Zack Sabre, Jr.  | Zack Sabre, Jr.  |                  |                  |                 |                 |              |              |              |              |  |  |        |        |        |        |
|  | Juice Robinson   | Juice Robinson   | Soumission       | Soumission       |                 |                 |              |              |              |              |  |  |        |        |        |        |
|  | Juice Robinson   | Juice Robinson   | Soumission       | Soumission       | Zack Sabre, Jr. | Zack Sabre, Jr. | Tombé        | Tombé        |              |              |  |  |        |        |        |        |
|  |                  |                  |                  |                  | Zack Sabre, Jr. | Zack Sabre, Jr. | Tombé        | Tombé        |              |              |  |  |        |        |        |        |
|  |                  |                  | Tomohiro Ishii   | Tomohiro Ishii   | 11:42           | 11:42           |              |              |              |              |  |  |        |        |        |        |
|  | Tomohiro Ishii   | Tomohiro Ishii   | Tomohiro Ishii   | Tomohiro Ishii   | 11:42           | 11:42           | 15:51        | 15:51        |              |              |  |  |        |        |        |        |
|  | Tomohiro Ishii   | Tomohiro Ishii   |                  |                  |                 |                 |              | 15:51        |              |              |  |  |        |        |        |        |
|  | Tetsuya Naitō    | Tetsuya Naitō    | Tombé            | Tombé            |                 |                 |              |              |              |              |  |  |        |        |        |        |
|  | Tetsuya Naitō    | Tetsuya Naitō    | Tombé            | Tombé            |                 |                 |              |              |              |              |  |  |        |        |        |        |
|  |                  |                  |                  |                  |                 |                 |              |              |              |              |  |  |        |        |        |        |

## Historique des règnes et statistiques
| #  | Champion          | Règne | Date              | Durée     | Lieu                    | Événement                      | Notes | Réf    |
| -- | ----------------- | ----- | ----------------- | --------- | ----------------------- | ------------------------------ | --- | ------ |
| 1  | Kenny Omega       | 1     | 2 juillet 2017    | 210 jours | Long Beach (Californie) | G1 Special in USA              | En battant Tomohiro Ishii en finale d'un tournoi pour devenir le premier champion. | [ 10 ] |
| 2  | Jay White         | 1     | 28 janvier 2018   | 160 jours | Sapporo, Japon          | The New Beginning in Sapporo   | En battant Kenny Omega. Il remporte le titre pour la première fois de sa carrière et devient le second champion. | [ 11 ] |
| 3  | Juice Robinson    | 1     | 7 juillet 2018    | 85 jours  | Daly City (Californie)  | G1 Special in San Francisco    | En battant Jay White. Il remporte le titre pour la première fois de sa carrière et devient le troisième champion. | [ 12 ] |
| 4  | Cody              | 1     | 30 septembre 2018 | 96 jours  | Long Beach (Californie) | NJPW Fighting Spirit Unleashed | En battant Juice Robinson. Il remporte le titre pour la première fois e sa carrière et devient le quatrième champion. | [ 13 ] |
| 5  | Juice Robinson    | 2     | 4 janvier 2019    | 152 jours | Tokyo (Japon)           | Wrestle Kingdom 13             | En prenant sa revanche sur Cody. Il remporte le titre pour la seconde fois. | [ 14 ] |
| 6  | Jon Moxley        | 1     | 5 juin 2019       | 130 jours | Tokyo (Japon)           | Best of the Super Juniors 26   | En battant Juice Robinson. Il remporte le titre pour la première fois de sa carrière, devient le cinquième champion et est le premier catcheur à gagner le titre des États-Unis de la WWE et le titre poids-lourds des États-Unis de la IWGP. | [ 15 ] |
| —  | Vacant            | —     | 13 octobre 2019   | —         | —                       | —                              | Jon Moxley ne pouvant pas se déplacer au Japon à cause du Typhon Hagibis, alors qu'il avait un match de championnat prévu au PPV King of Pro Wrestling, le titre a été rendu vacant.                                                          | .      |
| 7  | Lance Archer      | 1     | 14 octobre 2019   | 82 jours  | Tokyo (Japon)           | King of Pro-Wrestling          | En battant Juice Robinson dans un No Disqualification Match. Il remporte le titre pour la première fois de sa carrière et devient le septième champion.                                                                                       | [ 17 ] |
| 8  | Jon Moxley        | 2     | 4 janvier 2020    | 564 jours | Tokyo (Japon)           | Wrestle Kingdom 14 - Jour 1    | En battant Lance Archer dans un Texas Death Match. Il remporte le titre pour la seconde fois. Règne le plus long de l'histoire du titre. | [ 18 ] |
| 9  | Lance Archer      | 2     | 21 juillet 2021   | 24 jours  | Garland (Texas)         | AEW Fyter Fest 2021 - Tag 2    | En prenant sa revanche sur Jon Moxley dans la même stipulation que lors de leur dernière confrontation. Il remporte le titre pour la seconde fois.                                                                                            | [ 19 ] |
| 10 | Hiroshi Tanahashi | 1     | 14 août 2020      | 84 jours  | Los Angeles Californie  | NJPW Resurgence                | En battant Lance Archer. Il remporte le titre pour la première fois de sa carrière, devient le huitième champion et le premier catcheur japonais à gagner ce titre.                                                                           | [ 20 ] |
| 11 | KENTA             | 1     | 6 novembre 2021   | 60 jours  | Osaka (Japon)           | Power Struggle 2021            | En battant Hiroshi Tanahashi. Il remporte le titre pour la première fois de sa carrière, devient le neuvième champion et le second catcheur japonais à gagner ce titre.                                                                       | [ 21 ] |
| 12 | Hiroshi Tanahashi | 2     | 5 janvier 2022    | 45 jours  | Tokyo (Japon)           | Wrestle Kingdom 16 - Night 2   | En prenant sa revanche sur son compatriote dans un No Disqualification Match. Il remporte le titre pour la seconde fois. | [ 22 ] |
| 13 | Sanada            | 1     | 19 février 2022   | 49 jours  | Sapporo (Japon)         | New Years Golden Series        | En battant Hiroshi Tanahashi. Il remporte le titre pour la première fois de sa carrière, devient le dixième champion et le troisième catcheur japonais à gagner ce titre.                                                                     | [ 23 ] |
| —  | Vacant            | —     | 9 avril 2022      | —         | —                       | —                              | Sanada ne pouvant plus catcher à la suite d'une fracture orbitale, le titre a été rendu vacant. | [ 24 ] |
| 14 | Hiroshi Tanahashi | 3     | 1er mai 2022      | 13 jours  | Fukuoka (Japon)         | Wrestling Dontaku              | En battant Tomohiro Ishii. Il remporte le titre pour la troisième fois. | [ 25 ] |
| 15 | Juice Robinson    | 3     | 14 mai 2022       | 28 jours  | Washington D.C          | NJPW Capital Collision         | En battant Hiroshi Tanahashi, Jon Moxley et Will Ospreay dans un Fatal 4-Way Match. Il remporte le titre pour la troisième fois. | [ 26 ] |
| —  | Vacant            | —     | 11 juin 2022      | —         | —                       | —                              | Le titre est rendu vacant, car Juice Robinson ne pourra pas défendre son titre à Dominion 6.12 in Osaka-jo Hall, ayant attrapé l'appendicite.                                                                                                 | [ 27 ] |
| 16 | Will Ospreay      | 1     | 12 juin 2022      | 206 jours | Osaka (Japon)           | Dominion 6.12 in Osaka-jo Hall | En battant Sanada. Il remporte le titre pour la première fois de sa carrière, son second titre personnel et devient le onzième champion. | [ 28 ] |
| 17 | Kenny Omega       | 2     | 4 janvier 2023    | 172 jours | Tokyo (Japon)           | Wrestle Kingdom 17             | En battant Will Ospreay. Il remporte le titre pour la seconde fois. | [ 29 ] |
| 18 | Will Ospreay      | 2     | 25 juin 2023      | 169 jours | Toronto (Canada)        | Forbidden Door (2023)          | En prenant sa revanche sur Kenny Omega. Il remporte le titre pour la seconde fois. | [ 30 ] |
| —  | Désactivé         | —     | 11 décembre 2023  | —         | —                       | —                              | Remplacé par le IWGP Global Heavyweight Championship. | [ 31 ] |

## Règnes combinés
| Signe | Notes                                               |
| ----- | --------------------------------------------------- |
|       | Travaille actuellement à la New Japan Pro Wrestling |

| Rang | Champion          | Règnes | Jours combinés |
| ---- | ----------------- | ------ | -------------- |
| 1.   | Jon Moxley        | 2      | 694            |
| 2.   | Kenny Omega       | 2      | 382            |
| 3.   | Will Ospreay      | 2      | 375            |
| 4.   | Juice Robinson    | 3      | 265            |
| 5.   | Jay White         | 1      | 160            |
| 6.   | Hiroshi Tanahashi | 3      | 142            |
| 7.   | Lance Archer      | 2      | 106            |
| 8.   | Cody              | 1      | 96             |
| 9.   | Kenta             | 1      | 60             |
| 10.  | Sanada            | 1      | 49             |

### Liens
- New Japan Pro Wrestling.co.jp